# Septième district congressionnel du Missouri
Le 7e district congressionnel du Missouri comprend le sud-ouest du Missouri. Le district comprend Springfield, siège de l'Université d'État du Missouri, la zone métropolitaine de Joplin, 5e plus grande du Missouri, et la populaire destination touristique de Branson. Situé le long des frontières du Kansas, de l'Oklahoma et du nord-ouest de l'Arkansas, le district occupe une partie de la Bible Belt avec une forte tendance socialement conservatrice. George W. Bush a battu John Kerry ici par 67 % contre 32 % lors des élections de 2004. Le Républicain John McCain a battu le Démocrate Barack Obama par 63,1 % contre 35,3 % aux élections de 2008. Le Républicain et ancien Gouverneur du Massachusetts, Mitt Romney, a battu Barack Obama par 67,6 % contre 30,3 % aux élections de 2012. Lors des élections de 2020, le Républicain Donald Trump a battu le Démocrate Joe Biden 69,91 % contre 28,93 %. En 2020, ce district est le deuxième district le plus fortement Républicain du Missouri et l'un des districts les plus fortement républicains des États-Unis. 
Le district est actuellement représenté par le Républicain Eric Burlison de Springfield.

## Géographie

### Comtés
Il y a un total de 10 comté inclus dans le district :
| - Barry - Christian - Greene - Jasper - Lawrence | - McDonald - Newton - Stone - Taney - Webster (en partie) |

### Plus grandes villes
Les 10 plus grandes villes du district sont les suivantes :
| Rang | Ville       | Comté            | Population (2010) | Population (2015 Estimations) |
| ---- | ----------- | ---------------- | ----------------- | ----------------------------- |
| 1    | Springfield | Greene/Christian | 159 498           | 166 810                       |
| 2    | Joplin      | Jasper/Newton    | 50 150            | 51 818                        |
| 3    | Nixa        | Christian        | 19 022            | 20 984                        |
| 4    | Ozark       | Christian        | 17 820            | 19 120                        |
| 5    | Republic    | Christian/Greene | 14 751            | 16 005                        |
| 6    | Carthage    | Jasper           | 14 378            | 14 319                        |
| 7    | Neosho      | Newton           | 11 835            | 12 156                        |
| 8    | Branson     | Taney/Stone      | 10 520            | 11 431                        |
| 9    | Webb City   | Jasper           | 10 996            | 11 165                        |
| 10   | Bolivar     | Polk             | 10 325            | 10 714                        |

### Revenus médians des ménages
| Rang | Comté     | Revenus (2008) |
| ---- | --------- | -------------- |
| 1    | Christian | $50 200        |
| 2    | Greene    | $44 185        |
| 3    | Newton    | $43 872        |
| 4    | Stone     | $40 487        |
| 5    | Jasper    | $40 243        |
| 6    | Taney     | $39 771        |
| 7    | Lawrence  | $39 210        |
| 8    | Barry     | $35 889        |
| 9    | McDonald  | $33 448        |

### Revenus familiaux médians
| Rang | Comté     | Revenus (2008) |
| ---- | --------- | -------------- |
| 1    | Christian | $58 806        |
| 2    | Greene    | $56 047        |
| 3    | Newton    | $51 178        |
| 4    | Jasper    | $49 007        |
| 5    | Taney     | $47 664        |
| 6    | Stone     | $46 675        |
| 7    | Lawrence  | $45 843        |
| 8    | Barry     | $41 861        |
| 9    | McDonald  | $38 848        |

## Historique de vote
| Année | Poste     | Résultats              |
| ----- | --------- | ---------------------- |
| 2000  | Président | Bush 62,0 % - 36,0 %   |
| 2004  | Président | Bush 67,0 % - 32,0 %   |
| 2008  | Président | McCain 62,0 % - 35,0 % |
| 2012  | Président | Romney 68,0 % - 30,0 % |
| 2016  | Président | Trump 70,0 % - 25,0 %  |
| 2020  | Président | Trump 70,0 % - 28,0 %  |

## Liste des Représentants du district
| Membre                          | Parti                    | Années                              | Congrès     | Histoire électorale | Zone géographique |
| ------------------------------- | ------------------------ | ----------------------------------- | ----------- | --- | ----------------- |
| District établit le 4 mars 1853 |                          |                                     |             | |                   |
| Samuel Caruthers (en)           | Whig                     | 4 mars 1853 - 3 mars 1855           | 33e - 35e   | Élu en 1852. Réélu en 1854. Réélu en 1856. Retrait |                   |
| Samuel Caruthers (en)           | Opposition Party (en)    | 4 mars 1855 - 3 mars 1857           | 33e - 35e   | Élu en 1852. Réélu en 1854. Réélu en 1856. Retrait |                   |
| Samuel Caruthers (en)           | Démocrate                | 4 mars 1857 - 3 mars 1859           | 33e - 35e   | Élu en 1852. Réélu en 1854. Réélu en 1856. Retrait |                   |
| John W. Noell (en)              | Démocrate                | 4 mars 1859 - 3 mars 1863           | 36e , 37e   | Élu en 1858. Réélu en 1860. Redécoupage vers le 3e district. |                   |
| Benjamin F. Loan (en)           | Unioniste Inconditionnel | 4 mars 1863 - 3 mars 1865           | 38e - 40e   | Élu en 1862. Réélu en 1864. Réélu en 1866. Perd sa réélection. |                   |
| Benjamin F. Loan (en)           | Républicain              | 4 mars 1865 - 3 mars 1869           | 38e - 40e   | Élu en 1862. Réélu en 1864. Réélu en 1866. Perd sa réélection. |                   |
| Joel F. Asper (en)              | Républicain              | 4 mars 1869 - 3 mars 1871           | 41e         | Élu en 1868. Retrait. |                   |
| Isaac Parker                    | Républicain              | 4 mars 1871 - 3 mars 1873           | 42e         | Élu en 1870. Redécoupage vers le 9e district. |                   |
| Thomas T. Crittenden (en)       | Démocrate                | 4 mars 1873 - 3 mars 1875           | 43e         | Élu en 1872. Retrait. |                   |
| John F. Philips (en)            | Démocrate                | 4 mars 1875 - 3 mars 1877           | 44e         | Élu en 1874. Perd sa réélection. |                   |
| Thomas T. Crittenden (en)       | Démocrate                | 4 mars 1877 - 3 mars 1879           | 45e         | Élu en 1876. Retrait. |                   |
| Alfred M. Lay (en)              | Démocrate                | 4 mars 1879 - 8 décembre 1879       | 46e         | Élu en 1878. Décès. |                   |
| Vacant                          | Vacant                   | 8 décembre 1879 - 26 janvier 1880   | 46e         | |                   |
| John F. Philips (en)            | Démocrate                | 26 janvier 1880 - 3 mars 1881       | 46e         | Élu pour terminer le mandat de Lay. Perd sa réélection. |                   |
| Theron M. Rice (en)             | Greenback                | 4 mars 1881 - 3 mars 1883           | 47e         | Élu en 1880. Retrait. |                   |
| Aylett H. Buckner (en)          | Démocrate                | 4 mars 1883 - 3 mars 1885           | 48e         | Redécoupage depuis le 13e district et réélu en 1882. Retrait. |                   |
| John E. Hutton (en)             | Démocrate                | 4 mars 1885 - 3 mars 1889           | 49e , 50e   | Élu en 1884. Réélu en 1886. Retrait. |                   |
| Richard H. Norton (en)          | Démocrate                | 4 mars 1889 - 3 mars 1893           | 51e , 52e   | Élu en 1888. Réélu en 1890. Perd sa réélection. |                   |
| John T. Heard (en)              | Démocrate                | 4 mars 1893 - 3 mars 1895           | 53e         | Redécoupage depuis le 6e district et réélu en 1892. Perd sa réélection. |                   |
| John P. Tracey (en)             | Républicain              | 4 mars 1895 - 3 mars 1897           | 54e         | Élu en 1894. Perd sa réélection. |                   |
| James Cooney (en)               | Démocrate                | 4 mars 1897 - 3 mars 1903           | 55e - 87e   | Élu en 1896. Réélu en 1898. Réélu en 1900. Perd sa renomination. |                   |
| Courtney W. Hamlin (en)         | Démocrate                | 4 mars 1903 - 3 mars 1905           | 58e         | Élu en 1902. Perd sa réélection. |                   |
| John Welborn                    | Républicain              | 4 mars 1905 - 3 mars 1907           | 59e         | Élu en 1904. Perd sa réélection. |                   |
| Courtney W. Hamlin (en)         | Démocrate                | 4 mars 1907 - 3 mars 1919           | 60e - 65e   | Élu en 1906. Réélu en 1908. Réélu en 1910. Réélu en 1912. Réélu en 1914. Réélu en 1916. Perd sa renomination.                                                                          |                   |
| Samuel C. Major (en)            | Démocrate                | 4 mars 1919 - 3 mars 1921           | 66e         | Élu en 1918. Perd sa réélection. |                   |
| Roscoe C. Patterson (en)        | Républicain              | 4 mars 1921 - 3 mars 1923           | 67e         | Élu en 1920. Perd sa réélection. |                   |
| Samuel C. Major (en)            | Démocrate                | 4 mars 1923 - 3 mars 1929           | 68e - 70e   | Élu en 1922. Réélu en 1924. Réélu en 1926. Perd sa réélection. |                   |
| John W. Palmer (en)             | Républicain              | 4 mars 1929 - 3 mars 1931           | 71e         | Élu en 1928. Perd sa réélection. |                   |
| Samuel C. Major (en)            | Démocrate                | 4 mars 1931 - 28 juillet 1931       | 72e         | Élu en 1930. Décès. |                   |
| Vacant                          | Vacant                   | 28 juillet 1931 - 29 septembre 1931 | 72e         | |                   |
| Robert D. Johnson (en)          | Démocrate                | 29 septembre 1931 - 3 mars 1933     | 72e         | Élu pour terminer le mandat de Major. Redécoupage vers le district at-large et perd sa renomination.                                                                                   |                   |
| District inactif                | District inactif         | 4 mars 1933 - 3 janvier 1935        | 73e         | Les Représentants sont élus sur un seul bulletin de vote. |                   |
| Dewey Short (en)                | Républicain              | 3 janvier 1935 - 3 janvier 1957     | 74e - 84e   | Élu en 1934. Réélu en 1936. Réélu en 1938. Réélu en 1940. Réélu en 1942. Réélu en 1944. Réélu en 1946. Réélu en 1948. Réélu en 1950. Réélu en 1952. Réélu en 1954. Perd sa réélection. |                   |
| Charles H. Brown (en)           | Démocrate                | 3 janvier 1957 - 3 janvier 1961     | 85e , 86e   | Élu en 1956. Réélu en 1958. Perd sa réélection. |                   |
| Durward G. Hall (en)            | Républicain              | 3 janvier 1961 - 3 janvier 1973     | 87e - 92e   | Élu en 1960. Réélu en 1962. Réélu en 1964. Réélu en 1966. Réélu en 1968. Réélu en 1970. Retrait.                                                                                       |                   |
| Gene Taylor (en)                | Républicain              | 3 janvier 1973 - 3 janvier 1989     | 93e - 100e  | Élu en 1972. Réélu en 1974. Réélu en 1976. Réélu en 1978. Réélu en 1980. Réélu en 1982. Réélu en 1984. Réélu en 1986. Retrait.                                                         | 1973–1983         |
| Gene Taylor (en)                | Républicain              | 3 janvier 1973 - 3 janvier 1989     | 93e - 100e  | Élu en 1972. Réélu en 1974. Réélu en 1976. Réélu en 1978. Réélu en 1980. Réélu en 1982. Réélu en 1984. Réélu en 1986. Retrait.                                                         | 1983–1993         |
| Mel Hancock (en)                | Républicain              | 3 janvier 1989 - 3 janvier 1997     | 101e - 104e | Élu en 1988. Réélu en 1990. Réélu en 1992. Réélu en 1994. Retrait. |                   |
| Mel Hancock (en)                | Républicain              | 3 janvier 1989 - 3 janvier 1997     | 101e - 104e | Élu en 1988. Réélu en 1990. Réélu en 1992. Réélu en 1994. Retrait. | 1993–2003         |
| Roy Blunt                       | Républicain              | 3 janvier 1997 - 3 janvier 2011     | 105e - 111e | Élu en 1996. Réélu en 1998. Réélu en 2000. Réélu en 2002. Réélu en 2004. Réélu en 2006. Réélu en 2008. Retrait pour se présenter comme Sénateur des États-Unis                         |                   |
| Roy Blunt                       | Républicain              | 3 janvier 1997 - 3 janvier 2011     | 105e - 111e | Élu en 1996. Réélu en 1998. Réélu en 2000. Réélu en 2002. Réélu en 2004. Réélu en 2006. Réélu en 2008. Retrait pour se présenter comme Sénateur des États-Unis                         | 2003–2013         |
| Billy Long                      | Républicain              | 3 janvier 2011 - 3 janvier 2023     | 112e - 117e | Élu en 2010. Réélu en 2012. Réélu en 2014. Réélu en 2016. Réélu en 2018. Réélu en 2020. Retrait pour se présenter comme Sénateur des États-Unis.                                       |                   |
| Billy Long                      | Républicain              | 3 janvier 2011 - 3 janvier 2023     | 112e - 117e | Élu en 2010. Réélu en 2012. Réélu en 2014. Réélu en 2016. Réélu en 2018. Réélu en 2020. Retrait pour se présenter comme Sénateur des États-Unis.                                       | 2013–2023         |
| Eric Burlison                   | Républicain              | 3 janvier 2023 - Présent            | 118e        | Élu en 2022. | 2023–Présent      |

## Résultats des récentes élections
Voici les résultats des dix précédents cycles électoraux dans le district.

### 2004
| Élection de 2004 du 7e district congressionnel du Missouri | Élection de 2004 du 7e district congressionnel du Missouri | Élection de 2004 du 7e district congressionnel du Missouri | Élection de 2004 du 7e district congressionnel du Missouri | Élection de 2004 du 7e district congressionnel du Missouri |
| ---------------------------------------------------------- | ---------------------------------------------------------- | ---------------------------------------------------------- | ---------------------------------------------------------- | ---------------------------------------------------------- |
| Parti                                                      | Parti                                                      | Candidat                                                   | Votes                                                      | %                                                          |
|                                                            | Républicain                                                | Roy Blunt (sortant)                                        | 210 080                                                    | 70,45                                                      |
|                                                            | Démocrate                                                  | Jim Newberry                                               | 84 356                                                     | 28,29                                                      |
|                                                            | Libertarien                                                | James K. Craig                                             | 2767                                                       | 0,93                                                       |
|                                                            | Constitution                                               | Steve Alger                                                | 1002                                                       | 0,34                                                       |
| Total des votes                                            | Total des votes                                            | Total des votes                                            | 298 205                                                    | 100%                                                       |
|                                                            | Les Républicains conservent                                |                                                            |                                                            |                                                            |

### 2006
| Élection de 2006 du 7e district congressionnel du Missouri | Élection de 2006 du 7e district congressionnel du Missouri | Élection de 2006 du 7e district congressionnel du Missouri | Élection de 2006 du 7e district congressionnel du Missouri | Élection de 2006 du 7e district congressionnel du Missouri |
| ---------------------------------------------------------- | ---------------------------------------------------------- | ---------------------------------------------------------- | ---------------------------------------------------------- | ---------------------------------------------------------- |
| Parti                                                      | Parti                                                      | Candidat                                                   | Votes                                                      | %                                                          |
|                                                            | Républicain                                                | Roy Blunt (sortant)                                        | 160 942                                                    | 66,75                                                      |
|                                                            | Démocrate                                                  | Jack Truman                                                | 75 592                                                     | 30,11                                                      |
|                                                            | Libertarien                                                | Kevin Craig                                                | 7566                                                       | 3,14                                                       |
|                                                            | Indépendant                                                | Glenn Miller                                               | 23                                                         | 0,01                                                       |
| Total des votes                                            | Total des votes                                            | Total des votes                                            | 241 123                                                    | 100%                                                       |
|                                                            | Les Républicains conservent                                |                                                            |                                                            |                                                            |

### 2008
| Élection de 2008 du 7e district congressionnel du Missouri | Élection de 2008 du 7e district congressionnel du Missouri | Élection de 2008 du 7e district congressionnel du Missouri | Élection de 2008 du 7e district congressionnel du Missouri | Élection de 2008 du 7e district congressionnel du Missouri |
| ---------------------------------------------------------- | ---------------------------------------------------------- | ---------------------------------------------------------- | ---------------------------------------------------------- | ---------------------------------------------------------- |
| Parti                                                      | Parti                                                      | Candidat                                                   | Votes                                                      | %                                                          |
|                                                            | Républicain                                                | Roy Blunt (sortant)                                        | 219 016                                                    | 67,76                                                      |
|                                                            | Démocrate                                                  | Richard Monroe                                             | 91 010                                                     | 28,16                                                      |
|                                                            | Libertarien                                                | Kevin Craig                                                | 6971                                                       | 2,16                                                       |
|                                                            | Constitution                                               | Travis Maddox                                              | 6166                                                       | 1,91                                                       |
|                                                            | Indépendant                                                | Midge Potts                                                | 49                                                         | 0,02                                                       |
| Total des votes                                            | Total des votes                                            | Total des votes                                            | 323 212                                                    | 100%                                                       |
|                                                            | Les Républicains conservent                                |                                                            |                                                            |                                                            |

### 2010
| Élection de 2010 du 7e district congressionnel du Missouri | Élection de 2010 du 7e district congressionnel du Missouri | Élection de 2010 du 7e district congressionnel du Missouri | Élection de 2010 du 7e district congressionnel du Missouri | Élection de 2010 du 7e district congressionnel du Missouri |
| ---------------------------------------------------------- | ---------------------------------------------------------- | ---------------------------------------------------------- | ---------------------------------------------------------- | ---------------------------------------------------------- |
| Parti                                                      | Parti                                                      | Candidat                                                   | Votes                                                      | %                                                          |
|                                                            | Républicain                                                | Billy Long                                                 | 141 010                                                    | 63,39                                                      |
|                                                            | Démocrate                                                  | Scott Eckersley                                            | 67 545                                                     | 30,37                                                      |
|                                                            | Libertarien                                                | Kevin Craig                                                | 13 866                                                     | 6,23                                                       |
|                                                            | Write-In                                                   | Nicholas Ladendorf                                         | 10                                                         | 0,00                                                       |
| Total des votes                                            | Total des votes                                            | Total des votes                                            | 222 431                                                    | 100%                                                       |
|                                                            | Les Républicains conservent                                |                                                            |                                                            |                                                            |

### 2012
| Élection de 2012 du 7e district congressionnel du Missouri | Élection de 2012 du 7e district congressionnel du Missouri | Élection de 2012 du 7e district congressionnel du Missouri | Élection de 2012 du 7e district congressionnel du Missouri | Élection de 2012 du 7e district congressionnel du Missouri |
| ---------------------------------------------------------- | ---------------------------------------------------------- | ---------------------------------------------------------- | ---------------------------------------------------------- | ---------------------------------------------------------- |
| Parti                                                      | Parti                                                      | Candidat                                                   | Votes                                                      | %                                                          |
|                                                            | Républicain                                                | Billy Long (sortant)                                       | 203 565                                                    | 63,9                                                       |
|                                                            | Démocrate                                                  | Jim Evans                                                  | 98 498                                                     | 30,9                                                       |
|                                                            | Libertarien                                                | Kevin Craig                                                | 16 668                                                     | 5,2                                                        |
|                                                            | Write-In                                                   | Kenneth Joe Brown                                          | 9                                                          | 0,00                                                       |
| Total des votes                                            | Total des votes                                            | Total des votes                                            | 318 740                                                    | 100%                                                       |
|                                                            | Les Républicains conservent                                |                                                            |                                                            |                                                            |

### 2014
| Élection de 2014 du 7e district congressionnel du Missouri | Élection de 2014 du 7e district congressionnel du Missouri | Élection de 2014 du 7e district congressionnel du Missouri | Élection de 2014 du 7e district congressionnel du Missouri | Élection de 2014 du 7e district congressionnel du Missouri |
| ---------------------------------------------------------- | ---------------------------------------------------------- | ---------------------------------------------------------- | ---------------------------------------------------------- | ---------------------------------------------------------- |
| Parti                                                      | Parti                                                      | Candidat                                                   | Votes                                                      | %                                                          |
|                                                            | Républicain                                                | Billy Long (sortant)                                       | 104 054                                                    | 63,46                                                      |
|                                                            | Démocrate                                                  | Jim Evans                                                  | 47 282                                                     | 28,84                                                      |
|                                                            | Libertarien                                                | Kevin Craig                                                | 12 584                                                     | 7,68                                                       |
|                                                            | Write-In                                                   | Write-In                                                   | 37                                                         | 0,02                                                       |
| Total des votes                                            | Total des votes                                            | Total des votes                                            | 163 957                                                    | 100%                                                       |
|                                                            | Les Républicains conservent                                |                                                            |                                                            |                                                            |

### 2016
| Élection de 2016 du 7e district congressionnel du Missouri | Élection de 2016 du 7e district congressionnel du Missouri | Élection de 2016 du 7e district congressionnel du Missouri | Élection de 2016 du 7e district congressionnel du Missouri | Élection de 2016 du 7e district congressionnel du Missouri |
| ---------------------------------------------------------- | ---------------------------------------------------------- | ---------------------------------------------------------- | ---------------------------------------------------------- | ---------------------------------------------------------- |
| Parti                                                      | Parti                                                      | Candidat                                                   | Votes                                                      | %                                                          |
|                                                            | Républicain                                                | Billy Long (sortant)                                       | 228 001                                                    | 67,56                                                      |
|                                                            | Démocrate                                                  | Genevieve Williams                                         | 92 390                                                     | 27,38                                                      |
|                                                            | Libertarien                                                | Benjamin T. Brixey                                         | 17 076                                                     | 5,06                                                       |
|                                                            | Write-In                                                   | Amber Thomsen                                              | 23                                                         | 0,00                                                       |
| Total des votes                                            | Total des votes                                            | Total des votes                                            | 337 490                                                    | 100%                                                       |
|                                                            | Les Républicains conservent                                |                                                            |                                                            |                                                            |

### 2018
| Élection de 2018 du 7e district congressionnel du Missouri | Élection de 2018 du 7e district congressionnel du Missouri | Élection de 2018 du 7e district congressionnel du Missouri | Élection de 2018 du 7e district congressionnel du Missouri | Élection de 2018 du 7e district congressionnel du Missouri |
| ---------------------------------------------------------- | ---------------------------------------------------------- | ---------------------------------------------------------- | ---------------------------------------------------------- | ---------------------------------------------------------- |
| Parti                                                      | Parti                                                      | Candidat                                                   | Votes                                                      | %                                                          |
|                                                            | Républicain                                                | Billy Long (sortant)                                       | 196 343                                                    | 66,2                                                       |
|                                                            | Démocrate                                                  | Jamie Schoolcraft                                          | 89 190                                                     | 30,1                                                       |
|                                                            | Libertarien                                                | Ben Brixey                                                 | 10 920                                                     | 3,7                                                        |
|                                                            | Indépendant                                                | Shawn Deines (write-in)                                    | 2                                                          | 0,00                                                       |
| Total des votes                                            | Total des votes                                            | Total des votes                                            | 296 455                                                    | 100%                                                       |
|                                                            | Les Républicains conservent                                |                                                            |                                                            |                                                            |

### 2020
| Élection de 2020 du 7e district congressionnel du Missouri | Élection de 2020 du 7e district congressionnel du Missouri | Élection de 2020 du 7e district congressionnel du Missouri | Élection de 2020 du 7e district congressionnel du Missouri | Élection de 2020 du 7e district congressionnel du Missouri |
| ---------------------------------------------------------- | ---------------------------------------------------------- | ---------------------------------------------------------- | ---------------------------------------------------------- | ---------------------------------------------------------- |
| Parti                                                      | Parti                                                      | Candidat                                                   | Votes                                                      | %                                                          |
|                                                            | Républicain                                                | Billy Long (sortant)                                       | 254 318                                                    | 68,9                                                       |
|                                                            | Démocrate                                                  | Teresa Montseny                                            | 98 111                                                     | 26,6                                                       |
|                                                            | Libertarien                                                | Kevin Craig                                                | 15 573                                                     | 4,2                                                        |
|                                                            | Indépendant                                                | Audrey Richards (write-in)                                 | 1279                                                       | 0,3                                                        |
|                                                            | Write-In                                                   | Write-In                                                   | 2                                                          | 0,0                                                        |
| Total des votes                                            | Total des votes                                            | Total des votes                                            | 454 339                                                    | 100%                                                       |
|                                                            | Les Républicains conservent                                |                                                            |                                                            |                                                            |

### 2022
| Primaire Républicaine de 2022 du 7e district congressionnel du Missouri | Primaire Républicaine de 2022 du 7e district congressionnel du Missouri | Primaire Républicaine de 2022 du 7e district congressionnel du Missouri | Primaire Républicaine de 2022 du 7e district congressionnel du Missouri | Primaire Républicaine de 2022 du 7e district congressionnel du Missouri |
| ----------------------------------------------------------------------- | ----------------------------------------------------------------------- | ----------------------------------------------------------------------- | ----------------------------------------------------------------------- | ----------------------------------------------------------------------- |
| Parti                                                                   | Parti                                                                   | Candidat                                                                | Votes                                                                   | %                                                                       |
|                                                                         | Républicain                                                             | Eric Burlison                                                           | 39 443                                                                  | 38,2                                                                    |
|                                                                         | Républicain                                                             | Jay Wasson                                                              | 23 253                                                                  | 22,5                                                                    |
|                                                                         | Républicain                                                             | Alex Bryant                                                             | 18 522                                                                  | 17,9                                                                    |
|                                                                         | Républicain                                                             | Mike Moon                                                               | 8957                                                                    | 8,7                                                                     |
|                                                                         | Républicain                                                             | Sam Alexander                                                           | 5665                                                                    | 5,5                                                                     |
|                                                                         | Républicain                                                             | Audrey Richards                                                         | 3095                                                                    | 3,0                                                                     |
|                                                                         | Républicain                                                             | Paul Walker                                                             | 3028                                                                    | 2,9                                                                     |
|                                                                         | Républicain                                                             | Camille Lombardi-Olive                                                  | 1363                                                                    | 1,3                                                                     |

| Primaire Démocrate de 2022 du 7e district congressionnel du Missouri | Primaire Démocrate de 2022 du 7e district congressionnel du Missouri | Primaire Démocrate de 2022 du 7e district congressionnel du Missouri | Primaire Démocrate de 2022 du 7e district congressionnel du Missouri | Primaire Démocrate de 2022 du 7e district congressionnel du Missouri |
| -------------------------------------------------------------------- | -------------------------------------------------------------------- | -------------------------------------------------------------------- | -------------------------------------------------------------------- | -------------------------------------------------------------------- |
| Parti                                                                | Parti                                                                | Candidat                                                             | Votes                                                                | %                                                                    |
|                                                                      | Démocrate                                                            | Kristen Radaker-Sheafer                                              | 13 680                                                               | 63,3                                                                 |
|                                                                      | Démocrate                                                            | John M. Woodman                                                      | 5493                                                                 | 25,4                                                                 |
|                                                                      | Démocrate                                                            | Bryce Lockwood                                                       | 2430                                                                 | 11,2                                                                 |

| Primaire Libertarienne de 2022 du 7e district congressionnel du Missouri | Primaire Libertarienne de 2022 du 7e district congressionnel du Missouri | Primaire Libertarienne de 2022 du 7e district congressionnel du Missouri | Primaire Libertarienne de 2022 du 7e district congressionnel du Missouri | Primaire Libertarienne de 2022 du 7e district congressionnel du Missouri |
| ------------------------------------------------------------------------ | ------------------------------------------------------------------------ | ------------------------------------------------------------------------ | ------------------------------------------------------------------------ | ------------------------------------------------------------------------ |
| Parti                                                                    | Parti                                                                    | Candidat                                                                 | Votes                                                                    | %                                                                        |
|                                                                          | Libertarien                                                              | Kevin Craig                                                              | 416                                                                      | 100%                                                                     |

| Élection de 2022 du 7e district congressionnel du Missouri | Élection de 2022 du 7e district congressionnel du Missouri | Élection de 2022 du 7e district congressionnel du Missouri | Élection de 2022 du 7e district congressionnel du Missouri | Élection de 2022 du 7e district congressionnel du Missouri |
| ---------------------------------------------------------- | ---------------------------------------------------------- | ---------------------------------------------------------- | ---------------------------------------------------------- | ---------------------------------------------------------- |
| Parti                                                      | Parti                                                      | Candidat                                                   | Votes                                                      | %                                                          |
|                                                            | Républicain                                                | Eric Burlison                                              | 178 592                                                    | 70,9                                                       |
|                                                            | Démocrate                                                  | Kristen Radaker-Sheafer                                    | 67 485                                                     | 26,8                                                       |
|                                                            | Libertarien                                                | Kevin Craig                                                | 5 869                                                      | 2,3                                                        |
| Total des votes                                            | Total des votes                                            | Total des votes                                            | 251 947                                                    | 100%                                                       |
|                                                            | Les Républicains conservent                                |                                                            |                                                            |                                                            |

### 2024
| Primaire Républicaine de 2024 du 7e district congressionnel du Missouri | Primaire Républicaine de 2024 du 7e district congressionnel du Missouri | Primaire Républicaine de 2024 du 7e district congressionnel du Missouri | Primaire Républicaine de 2024 du 7e district congressionnel du Missouri | Primaire Républicaine de 2024 du 7e district congressionnel du Missouri |
| ----------------------------------------------------------------------- | ----------------------------------------------------------------------- | ----------------------------------------------------------------------- | ----------------------------------------------------------------------- | ----------------------------------------------------------------------- |
| Parti                                                                   | Parti                                                                   | Candidat                                                                | Votes                                                                   | %                                                                       |
|                                                                         | Républicain                                                             | Eric Burlison (sortant)                                                 | 79 755                                                                  | 83,1                                                                    |
|                                                                         | Républicain                                                             | Audrey Richards                                                         | 6444                                                                    | 6,7                                                                     |
|                                                                         | Républicain                                                             | John Adair                                                              | 6358                                                                    | 6,6                                                                     |
|                                                                         | Républicain                                                             | Camille Lombardi-Olive                                                  | 3400                                                                    | 3,5                                                                     |

| Primaire Démocrate de 2024 du 7e district congressionnel du Missouri | Primaire Démocrate de 2024 du 7e district congressionnel du Missouri | Primaire Démocrate de 2024 du 7e district congressionnel du Missouri | Primaire Démocrate de 2024 du 7e district congressionnel du Missouri | Primaire Démocrate de 2024 du 7e district congressionnel du Missouri |
| -------------------------------------------------------------------- | -------------------------------------------------------------------- | -------------------------------------------------------------------- | -------------------------------------------------------------------- | -------------------------------------------------------------------- |
| Parti                                                                | Parti                                                                | Candidat                                                             | Votes                                                                | %                                                                    |
|                                                                      | Démocrate                                                            | Missi Hesketh                                                        | 21 854                                                               | 100%                                                                 |

| Primaire Libertarienne de 2024 du 7e district congressionnel du Missouri | Primaire Libertarienne de 2024 du 7e district congressionnel du Missouri | Primaire Libertarienne de 2024 du 7e district congressionnel du Missouri | Primaire Libertarienne de 2024 du 7e district congressionnel du Missouri | Primaire Libertarienne de 2024 du 7e district congressionnel du Missouri |
| ------------------------------------------------------------------------ | ------------------------------------------------------------------------ | ------------------------------------------------------------------------ | ------------------------------------------------------------------------ | ------------------------------------------------------------------------ |
| Parti                                                                    | Parti                                                                    | Candidat                                                                 | Votes                                                                    | %                                                                        |
|                                                                          | Libertarien                                                              | Kevin Craig                                                              | 264                                                                      | 100%                                                                     |

| Élection de 2024 du 7e district congressionnel du Missouri | Élection de 2024 du 7e district congressionnel du Missouri | Élection de 2024 du 7e district congressionnel du Missouri | Élection de 2024 du 7e district congressionnel du Missouri | Élection de 2024 du 7e district congressionnel du Missouri |
| ---------------------------------------------------------- | ---------------------------------------------------------- | ---------------------------------------------------------- | ---------------------------------------------------------- | ---------------------------------------------------------- |
| Parti                                                      | Parti                                                      | Candidat                                                   | Votes                                                      | %                                                          |
|                                                            | Républicain                                                | Eric Burlison (sortant)                                    | TBD                                                        | TBD                                                        |
|                                                            | Démocrate                                                  | Missi Hesketh                                              | TBD                                                        | TBD                                                        |
|                                                            | Libertarien                                                | Kevin Craig                                                | TBD                                                        | TBD                                                        |
| Total des votes                                            | Total des votes                                            | Total des votes                                            | TBD                                                        | 100%                                                       |
|                                                            |                                                            |                                                            |                                                            |                                                            |